# Luchthaven van Gütersloh
De luchthaven van Gütersloh (laatste IATA-code: GUT, ICAO-code: ETUO, tot 1993 RAF Gütersloh) was een militaire vliegbasis in de Duitse stad Gütersloh in Noordrijn-Westfalen. De basis ligt in het noordwesten van de stad en grenst aan het stedelijk gebied van Harsewinkel en de gemeente Herzebrock-Clarholz, en ligt op een hoogte van 72 m. De basis werd in het begin door de Luftwaffe gebruikt in de Tweede Wereldoorlog, tot 1993 door de RAF en ook enige tijd door passagiersvliegtuigen.
De basis ontstond in het midden van de jaren 30 voor de Duitse Luftwaffe. Hij werd kort gebruikt door de United States Army Air Forces in het jaar 1945, waarna hij tussen 1945 en 1993 door de Britse Royal Air Force in gebruik genomen werd. Dit zorgde ervoor dat de luchthaven onder commando van het Britse leger stond. De Britten noemde de luchthaven Princess Royal Barracks en gebruikte deze om militaire ondersteuning te kunnen bieden indien nodig. Naast logistieke bataljons en regimenten was er hier ook een militair luchtvaartregiment gestationeerd.
Het luchtvaartbedrijf van de Britse militaire luchtvaart stopte officieel zijn activiteiten op 4 oktober 2013 en het gebied werd overgedragen aan het BlmA (Bundesanstalt für Immobilienaufgaben) na het terugtrekken van alle militaire troepen op 3 november 2016.

## Geschiedenis

### Gebruik
Hieronder vindt u een chronologisch overzicht van de belangrijkste gebruikers:
1. 1937 - 1945: Luftwaffe
2. 1945: United States Army Air Forces
3. 1945 - 1993: Royal Air Force
4. 1993 - 2016: British Army (o.a. Army Air Corps)
5. Midden jaren 80 - 1993: bedrijven (Bertelsmann en Miele)
6. 1994 - 2003: Flughafen Gütersloh GmbH

### Vliegbasis van de Luftwaffe

Ligging aan de rand van de stad

In het jaar 1935 begon men met de bouw van een vliegbasis voor de Luftwaffe van de nog maar net opgerichte Wehrmacht. De moeilijkheid hier lag hem in de binnenduinen van Gütersloh. Deze duinen werden voor de bouw van de huidige A2 gebruikt. In april 1937 opende de vliegbasis.
In mei 1939 werd hier de tweede groep van Kampfgeschwader 28 opgesteld. In de winter van 1939/1940 volgde dan de opstelling van de tweede groep van Kampfgeschwader 54 die op 14 mei 1940 deelnamen aan het bombardement op Rotterdam. Tussen juni 1940 en maart 1941 lag de eerste groep van Nachtjagdgeschwader 1 hier. In het jaar 1942 nam LSV Gütersloh, dat door de luchtmacht was opgericht, deel aan de DFB-Pokal voetbal. Tussen 1943 en 1945 waren er eenheden van de Reichsverteidigung in Gütersloh gestationeerd. Hier lagen onder anderen tussen november 1944 en maart 1945 de officier van de Nachtjagd Heinz-Wolfgang Schnaufer met zijn personeel alsook de tweede groep van Nachtjagdgeschwader 4. In april 1944 bombardeerden de Geallieerden de vliegbasis voor het eerst. Nadien volgden er nog enkele tot in eind maart 1945.
De laatste beide Duitse vliegtuigen zouden volgens ooggetuigen op 30 maart 1945 richting Wunstorf vertrokken zijn. Hiertoe behoorde ook Schnaufers alternatieve vliegtuig, een Bf 110, wiens piloot een noodlanding moest maken in Kirchdornberg bij Bielefeld nadat hij beschoten werd door jachtbommenwerpers. De resten van de staart van het vliegtuig waren volledig beschoten en werden decennialang in privébezit bewaard en werden in 2015 geveild.
De volgende tabellen geven een volledige oplijsting weer van alle vliegende, actieve eenheden (zonder de Schulverbände en Ergänzungsverbände) van de Luftwaffe van de Wehrmacht die hier tussen 1937 en 1945 gestationeerd waren.
| Van            | Tot           | Eenheid                                                                         | Uitrusting                                        |
| -------------- | ------------- | ------------------------------------------------------------------------------- | ------------------------------------------------- |
| april 1937     | oktober 1937  | IV./KG 254 (vierde groep van Kampfgeschwader 254)                               |                                                   |
| november 1938  | april 1939    | II./KG 254                                                                      |                                                   |
| mei 1939       | november 1939 | II./KG 28                                                                       | Heinkel He 111P                                   |
| september 1939 | februari 1940 | Stab/KG 54                                                                      | Heinkel He 111P                                   |
| november 1939  | december 1939 | I., II./JG 77 (eerste en tweede groep van Jagdgeschwader 77)                    | Messerschmitt Bf 109E                             |
| februari 1940  | maart 1940    | I./KG 4                                                                         | Heinkel He 111P                                   |
| maart 1940     | april 1940    | II./KG 27                                                                       | Heinkel He 111P                                   |
| mei 1940       | mei 1940      | II./ZG 1 (tweede groep van Zerstörergeschwader 1)                               | Messerschmitt Bf 110                              |
| mei 1940       | mei 1940      | III./KG z. b. V. 1 (derde groep van het Kampfgeschwader voor bijzonder gebruik) | Junkers Ju 52/3m                                  |
| mei 1940       | mei 1940      | Aufklärungsstaffel der 7. Fliegerdivision                                       |                                                   |
| mei 1940       | juni 1940     | II./KG 54                                                                       | Heinkel He 111P                                   |
| juli 1940      | maart 1941    | I./NJG 1 (eerste groep van Nachtjagdgeschwader 1)                               | Messerschmitt Bf 110, Dornier Do 17Z              |
| november 1941  | mei 1942      | III./KG 3                                                                       | Dornier Do 17Z, Junkers Ju 88A                    |
| 1941           | 1942          | Überführungskommando van Gütersloh                                              |                                                   |
| 1942           | 1944          | Flugzeugschleuse Mittle/Luftflottenkommando Reich                               |                                                   |
| mei 1944       | augustus 1944 | II./NJG 5                                                                       | Messerschmitt Bf 110F-4                           |
| juni 1944      | juni 1944     | II./JG 2                                                                        | Messerschmitt Bf 109G-6                           |
| juli 1944      | juli 1944     | I./JG 3                                                                         | Messerschmitt Bf 109G-6                           |
| augustus 1944  | augustus 1944 | II./NJG 3                                                                       | Junkers Ju 88G-1                                  |
| september 1944 | oktober 1944  | II./JG 27                                                                       | Messerschmitt Bf 109G-6, Messerschmitt Bf 109G-14 |
| september 1944 | november 1944 | III./NJG 2                                                                      | Junkers Ju 88G-1, Junkers Ju 88G-6                |
| september 1944 | oktober 1944  | Stab/JG 11                                                                      | Messerschmitt Bf 109G-14                          |
| oktober 1944   | december 1944 | Stab, II./SG 4                                                                  | Focke-Wulf Fw 190F-8                              |
| november 1944  | maart 1945    | II./NJG 4                                                                       | Junkers Ju 88G-1                                  |
| december 1944  | januari 1945  | IV./JG 3                                                                        | Focke-Wulf Fw 190A-8                              |
| maart 1945     | maart 1945    | III./JG 27                                                                      | Messerschmitt Bf 109K                             |

Begin april 1945 werd de vliegbasis door het Amerikaanse leger ingenomen en werd als Airfield Y.99 door de United States Army Air Forces (USAAF) gebruikt van 6 april tot 22 juni 1945. In april waren de 125th Liaison Squadron en de met P-51 Mustang en P-38 Lightning uitgeruste 363d Tactical Reconaissance Group de eerste geallieerde gebruikers van de geïmproviseerde vliegbasis. Als derde Amerikaanse luchtformatie was de met P-51 Mustang uitgeruste 370th Fighter Group van 20 april tot 27 juni 1945 in Gütersloh gevestigd. De Verbindungsstaffel gebruikte ook de geïmproviseerde landingsbaan in het stadsdeel Avenwedde.
In juni 1945 werd de vliegbasis definitief aan de Britse bezettingszone overgedragen, waarna het 71 jaar gebruikt werd als militaire basis door het Verenigd Koninkrijk.

### RAF Gütersloh

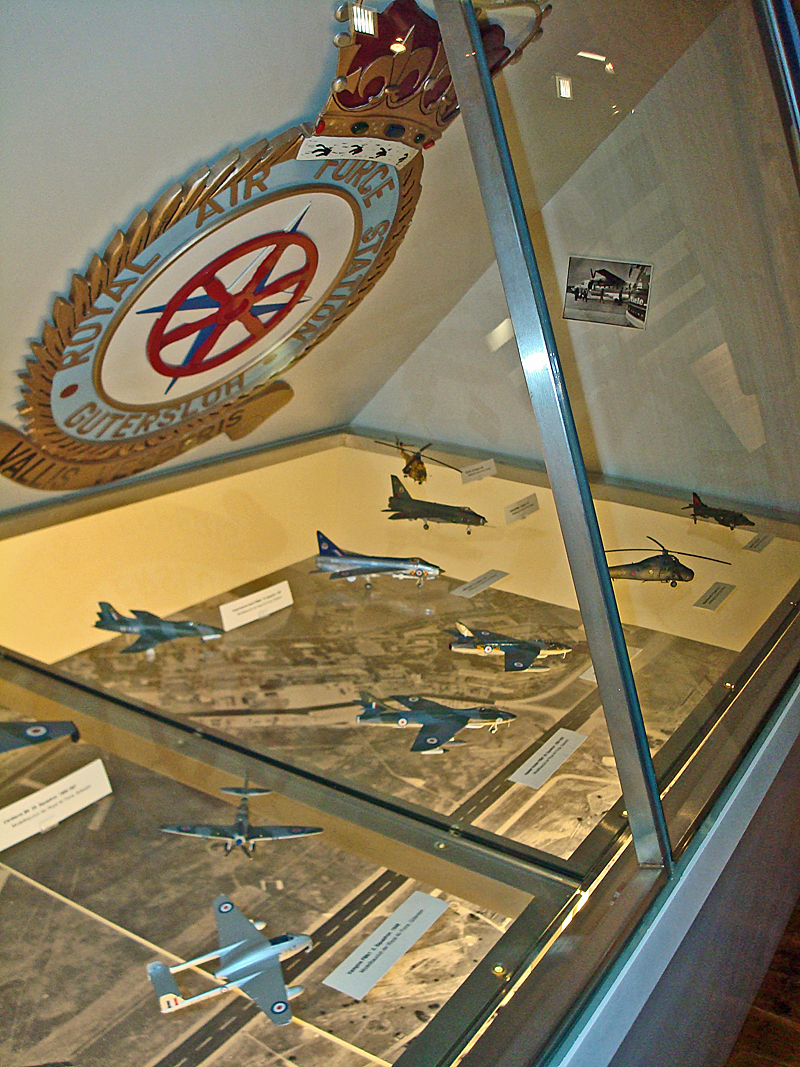
Vitrine over de Royal Air Force in het stadsmuseum van Gütersloh

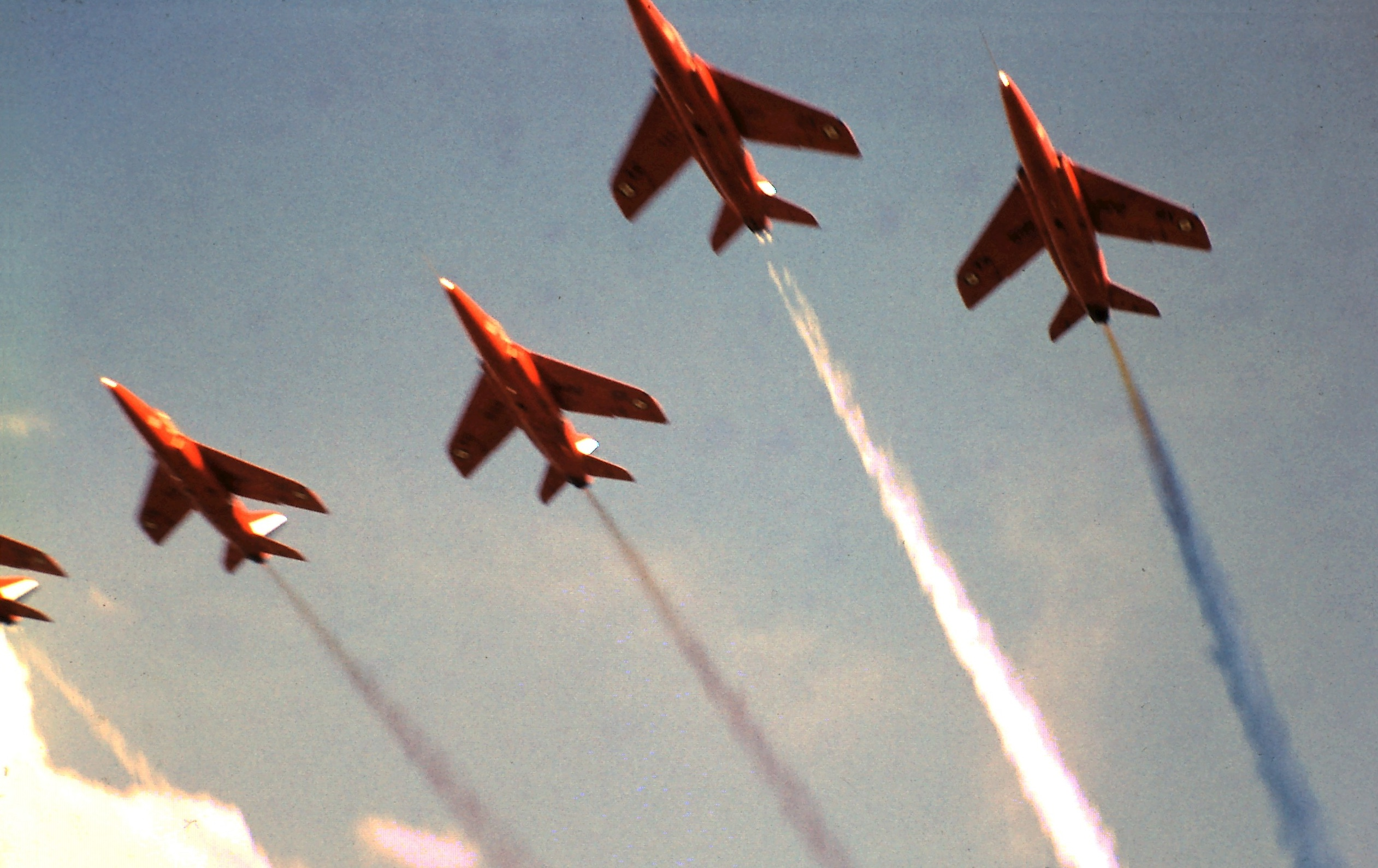
Luchteskader Red Arrows bij een vliegshow van de Royal Air Force in mei 1967

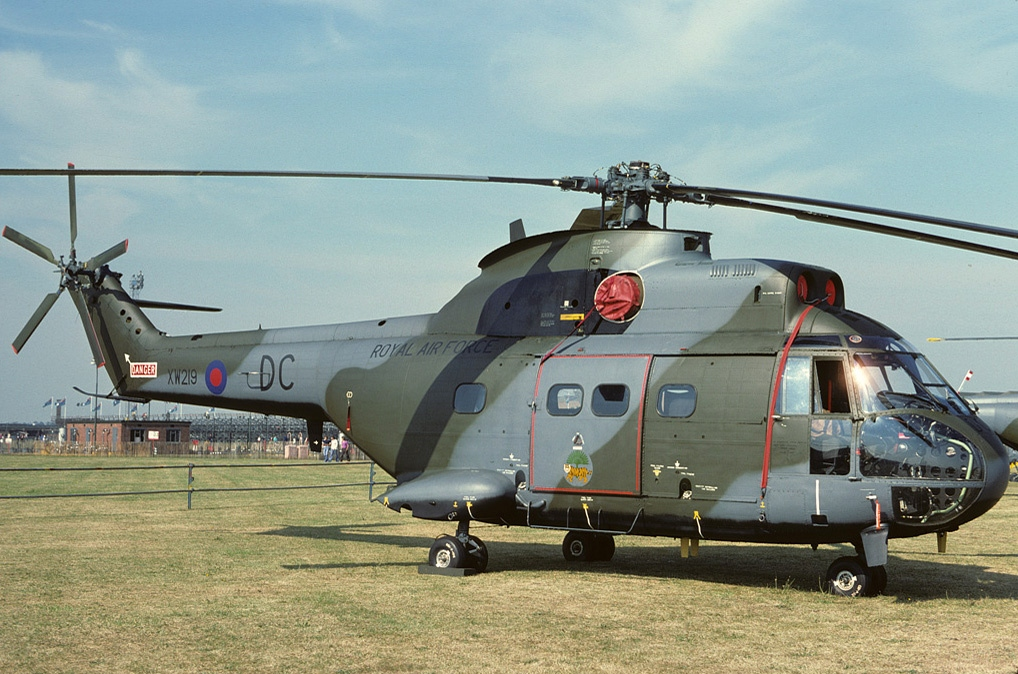
Westland SA-330E Puma HC1 van de 230th Squadron in 1977

De British Air Force of Occupation (BAFO) legde een betonnen landingsbaan aan op de vliegbasis en stationeerde er vanaf de herfst van 1945 twee jaar lang de 140ste Wing, jachtbommenwerpers genaamd De Havilland Mosquito. Bij het Royal Air Force Station Gütersloh, in het kort RAF Gütersloh (officiële naam vanaf eind 1947), werden deze door drie jachtbommenwerpers van Hawker Tempest vervangen. Van 1948 tot 1949 was Gütersloh een uitwijkplaats voor de Berlijnse luchtbrug, wat ertoe leed dat er daarnaast ook jachtbommenwerpers van Supermarine Spitfire in Gütersloh stonden, alsook het eerste eskader dat met straalvliegtuigen De Havilland DH.100 Vampire was uitgerust. De politieke ontspanning die ontstond na het einde van de luchtbrug leed ertoe dat in de zomer van 1949 twee eskaders van Gütersloh naar Malakka en Hongkong verhuisden. Daarnaast ging er ook een eskader naar de luchthaven van Wunstorf, een van de basissen van de luchtbrug.
In het jaar 1949 stonden er twee Vampire-eskaders leeg in Gütersloh, maar na de uitbraak van de Koreaoorlog besloot men in 1950 de luchtmacht te verdubbelen. In 1951 bezochten NAVO-opperbevelhebber Dwight D. Eisenhower en de Britse minister van Buitenlandse Zaken Anthony Eden RAF Gütersloh. De eerste helft van de jaren 50 stond helemaal in het teken van de opbouw van de NAVO en er werden vele militaire oefeningen gedaan met de nieuwe NAVO-partners. De eskaders van Gütersloh werden bijgevolg onder het gezag van de 2nd Allied Tactical Air Force gezet. Een uitzondering hierop was de tijdelijke stationering van de English Electric Canberra-bommenwerpers. In het midden van de jaren 50 die onder het gezag van de RAF Bomber Command stonden. Na de terugtrekking van de Canberra's in het jaar 1957 werd RAF Gütersloh - ondertussen deel van RAF Germany - tot 1970 de thuisbasis van de Hawker Hunter, die eerst enkele jaren als dagjager werden ingezet. In het bijzonder werden ze als verkenner ingezet in het begin van de jaren 60.
Naast eskaders van gevechtsvliegtuigen was RAF Gütersloh vanaf het begin van 1963 ook de thuisbasis van transporthelikopters ter ondersteuning van het leger, allereerst twee jaar lang van het type Westland Whirlwind in dienst van het 230ste eskader en daaropvolgend tot aan het eind van 1980 van het type Westland Wessex in dienst van het 18de eskader.
Sinds het midden van de jaren 60 fungeerde Gütersloh daarbovenop ook nog als "Airhead" voor RAF Germany. Dit betekende naast de dagelijkse vluchtoperaties van de eskaders ook nog een verscheidenheid aan verdere vluchten van transport- en verkeersvliegtuigen. Die eerste kwamen meestal uit RAF Brize Norton of RAF Lyneham, die laatste vooral uit London Luton.
In het jaar 1965 vond het eerste staatsbezoek, dat 10 dagen duurde, van koningin Elizabeth II en haar echtgenoot Philip van Griekenland en Denemarken plaats in Duitsland. Bij gebrek aan geschikte overnachtingsmogelijkheden bij de luchthaven werden voor de koningin en haar echtgenoot boven de kantine van de officiers over de verbindingssporen van de spoorlijn van het Teutoburgerwoud meerdere comfortabele rijtuigen klaargemaakt door de Bondsregering.
Vanaf 1965 tot 1977 stonden hier in het kader van de Quick Reaction Alert-paraatheid voor Noordwest-Duitsland steeds twee onderscheppingsvliegtuigen van English Electric Lightning startklaar. Deze konden te allen tijde in slechts enkele minuten in de lucht zijn. De Lightnings stonden in dienst van het 19de en sinds 1968 van het 92de eskader.
In het jaar 1967 vond er een vliegshow plaats, in 1972 een "Family Day" en in 1975 weer een vliegshow. In het jaar 1976 bezocht de Britse koningin de vliegbasis een tweede keer. Na twaalf jaar verhuisde RAF Germany haar onderscheppingsvliegtuigen in 1977 naar RAF Wildenrath. In ruil daarvoor kwamen de tot dan in RAF Wildenrath gestationeerde verticale starters van Hawker Siddeley Harrier als luchtondersteuning van de landmacht naar RAF Gütersloh. De Harriers van de eerste generatie stonden in dienst van het 3de en 4de eskader, waarna eind 1988 de eerste Harriers van de tweede generatie in Gütersloh aankwamen.
In het voorjaar van 1982 namen piloten van Gütersloh deel aan de Falklandoorlog. In de late zomer van hetzelfde jaar organiseerde het 230ste eskader, dat in 1980 (ondertussen uitgerust met de Puma) naar het oosten van Westfalen was teruggekeerd, de "NATO Tiger Meet". Naast de laatstgenoemde keerde ook het 18de eskader naar Gütersloh terug nadat de Boeing CH-47 Chinook in Engeland een onderhoud was ondergaan.
In geval van nood zouden de beide Harrier- en beide helikoptereskaders de vliegbasis te allen tijde binnen de vijf uur, inclusief het personeel en de uitrusting, kunnen evacueren.
Voor een oefening van REFORGER (Return of Forces to Germany) kwamen er in 1984 Boeing 747-jumbojets van British Airways naar Gütersloh. In het jaar 1987 werd er weer een "Family Day" georganiseerd naar aanleiding van het 50-jarige bestaan. In het jaar 1988 vond de laatste show van de Red Arrows in het kader van de voorbereiding op de Rhine Army Summer Show (RASS) in Bad Lippspringe plaats.
Na de val van de Berlijnse muur begon de RAF zich in 1992 terug te trekken. Een Boeing 767 van Britannia Airways maakte haar laatste start in de late avond van 31 maart 1993. Naar aanleiding van de honderdste verjaardag van de RAF kwam het 25 jaren later, in april 2018, nogmaals tot het overvliegen van een Chinook die destijds hier gestationeerd was, maar die geen toestemming kreeg om te landen van de lokale autoriteiten.

### Princess Royal Barracks Gütersloh
RAF Gütersloh werd in 1993 gesloten en het gebied werd in datzelfde jaar als Princess Royal Barracks ("PRB") van de toenmalige British Army of the Rhine overgenomen (later: Britische Streitkräfte in Deutschland) die op de basis vliegtuigen van Royal Logistic Corps (RLC) en het eerste regiment van het Army Air Corps (AAC) stationeerde.
In het jaar 1994 werden passagiersvluchten overgenomen door Flughafen Gütersloh GmbH, maar dit bedrijf was afhankelijk van vliegtuigen van lokale bedrijven. Daarentegen werden de plannen om passagiersvliegtuigen naar het voorbeeld van Hahn AB en RAF Laarbruch afgewezen door de toenmalige rood-groene regering in de stad.
In het midden van de jaren 90 werden de AAC-helikopters, Westland Lynx AH.7 en Gazelle AH.1 gebruikt in de Joegoslavische oorlogen.
In het voorjaar van 2000 werd er een van de drie helikoptereskaders naar het Verenigd Koninkrijk verhuisd nadat de Gazelle was teruggetrokken op het einde van het vorige jaar. In hetzelfde jaar was er ook een eerste kinderdag. Deze "Children Day" moest telkens jaarlijks plaatsvinden tot de opheffing van de vluchtoperaties in 2013. De organisatrice hiervan was de laatste vluchtleider van het helikopterregiment, Pamela Flora. Voor haar inzet en liefdadigheidsactiviteiten werd ze in 2012 door prins Charles, die Gütersloh in 2010 bezocht had, bekroond met de titel Member of the British Empire.
In het jaar 2003 werd het passagiersverkeer op verzoek van het Britse leger weer opgestart en in 2004/2005 begon de uitbouw van de Army-inrichtingen. De beide verblijvende eskaders werden in hetzelfde jaar omgezet naar de Lynx AH.9.
Eind 2003 werd er in de lokale pers vermoed dat de voorbereidingen voor de heropstart van de militaire vluchtoperaties aan de gang waren: er werd een calibratie- en landingssysteem genaamd ILS met behulp van Beech King Air-vliegtuigen ingesteld, de landingsbaan werd schoongemaakt, de aanvliegroute werd vrijgemaakt en de verlichting werd gerenoveerd. Destijds waren er ook twee korte testvluchten (opstijgen en landen) door twee Harrier GR9-vliegtuigen. Dat men de hoogte van de nieuwbouw van de Naafi-winkel, die in de aanvliegroute ligt, beperkte, werd als verdere indicatie gezien dat het vliegverkeer ging terugkeren. Dit werd echter door de Britten ontkend. Hoewel, er kwam een brief van het Ministerie van Defensie die stelde dat het uitbouwen van de infrastructuur van die plek niet beperkt mag worden.
Naast verdere verhuizingen naar de Balkan werden de helikopters van Gütersloh in de 21ste eeuw ook nog in Irak en in Afghanistan ingezet. Helikopters van het 661ste eskader werden tijdens de Olympische Zomerspelen 2012 uit veiligheidsoverwegingen op de HMS Ocean in de Theems gestationeerd. In totaal nam het eerste regiment van het Army Air Corps, dat in Gütersloh lag, in twintig jaar tijd aan 17 operaties deel.
Vanwege besparingen in het defensiebudget, buitenlandse opdrachten en omvormingen bevonden er zich vanaf 2009 nog slechts weinige vliegtuigen in de basis, bijna uitsluitend oudere Lynx AH.7-vliegtuigen. In de winter van 2012/2013 waren er ook korte tijd Lynx AH.9A-vliegtuigen deel van het regiment. Het vliegverkeer werd definitief op 4 oktober 2013 officieel opgeschort, waarbij de laatste helikopter Gütersloh pas op 8 oktober 2013 rond de middag verliet door technische redenen in de richting van Dishforth. Het regiment werd nadien naar Yeovilton verhuisd. De vliegbasis werd op 1 november 2013 door de Britten gesloten.
Tegelijkertijd met de terugtrekking van de militaire vliegtuigen startte ook de terugzending van de logistieke vliegtuigen naar het Verenigd Koninkrijk. Het eerste regiment van de RLC verliet de kazerne aan de Marienfelder Straße in de richting van St David's Barracks in Bicester als voorlaatste en het zesde regiment van de RLC verhuisde een jaar later naar Dishforth. Beide regimenten werden bij hun toenmalige afscheidsparade met spandoeken van de Bondsrepubliek Duitsland geëerd.
Een achterhoede van de Britten gaf de vliegbasis begin november 2016 aan de staat terug. Toen het na jaren testen duidelijk werd dat er geen behoefte meer was aan het gebied als militaire vliegbasis, werd de luchtmacht door de Bundeswehr ontwapend, 82 jaar na de opening.

### Gestationeerde vliegtuigtypes

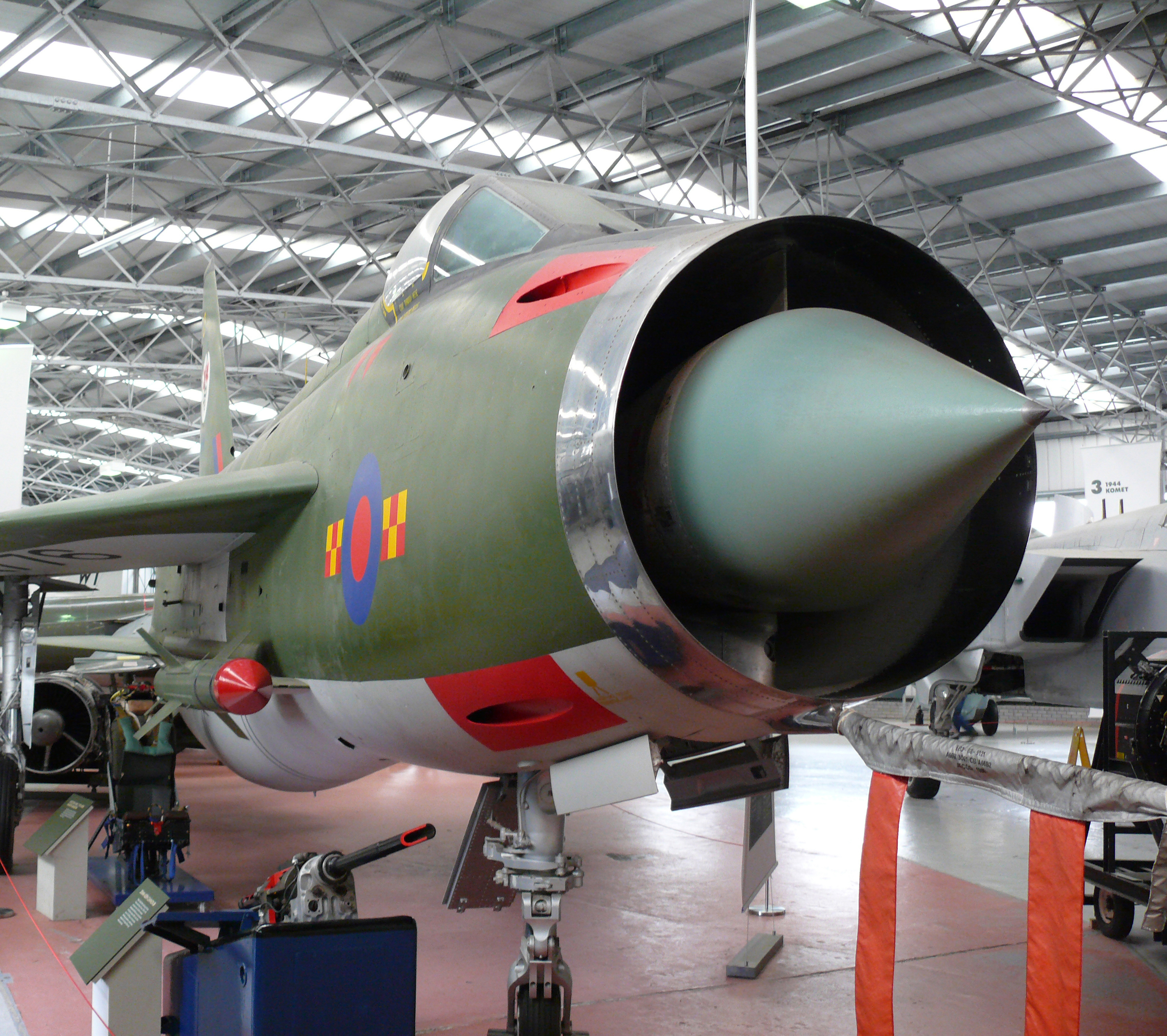
English Electric Lightning die tot 1977 in Gütersloh gestationeerd stond in het 92ste eskader die nu in het Schotse National Museum of Flight in East Fortune, East Lothian staat

De beheerders gebruikten volgende vliegtuigen in chronologische volgorde:
1. Focke-Wulf Fw 190, Heinkel He 111P, Junkers Ju 52/3m, Junkers Ju 86, Junkers Ju 88, Messerschmitt Bf 109, Messerschmitt Bf 110G – in alfabetische volgorde
2. North American F-6/P-51 Mustang, Lockheed F-5 Lightning
3. De Havilland Mosquito FB.VI, Hawker Tempest F.II, Supermarine Spitfire F24, De Havilland Vampire F1/FB5, Gloster Meteor FR9, English Electric Canberra B2/B1(8), Supermarine Swift FR5, Hawker Hunter F6/FR10, Westland Whirlwind HAR10, English Electric Lightning F2/F2A/T4, Westland Wessex HC2, BAe/Hawker Siddeley Harrier GR3/T4/GR5/GR5A/GR7/GR7A, Aérospatiale/Westland Puma HC1, Boeing Chinook HC1 – in de volgorde van de stationering
4. Aérospatiale/Westland Gazelle AH1, Westland Lynx AH7/AH9/AH9A

## Voorvallen
- Op 21 april 1949 klapte een band van een Avro York C.1 van de Royal Air Force (registratienummer MW188) terwijl het opsteeg van de militaire basis. De piloten keerden voor een noodlanding terug. Het vliegtuig geraakte van de landingsbaan, waarbij dat het landingsgestel onherstelbaar beschadigd raakte. Alle inzittenden overleefden het ongeval.[8]

## Weergegevens
De Britten stelden hun weergegevens die verzameld werden op de luchthaven van Gütersloh en die normaal gebruikt werden door hun helikopters bij het opstijgen en bij het landen ter beschikking aan de Wereld Meteorologische Organisatie. Hierdoor hadden bijvoorbeeld de Deutscher Wetterdienst of Meteomedia toegang tot gegevens over de temperatuur, luchtvochtigheid, windrichting en -snelheid, neerslag en wolkenhoogte zonder dat ze een eigen weerstation in Gütersloh moeten inrichten. Het weerstation wordt vandaag door de Duitsers zelf bestuurd.

## Gebruik na sluiting
In oktober 2010 maakte de Britse regering bekend dat ze haar krijgsmacht tegen 2020 in Duitsland wilde afbouwen. Er was al deskundig advies gepubliceerd over de haalbaarheid van het heropstarten van privévluchten in beperkte mate. Volgens dat advies zou dat een eenmalige investering van 15 miljoen euro vereisen met daarbovenop jaarlijks bijna 2 miljoen euro.
Op 7 mei 2012 besloot de stadsraad van Gütersloh unaniem dat ze tegen een heropstarting van privévluchten op de Britse vliegbasis was. De hoge investeringskosten alsook de bedrijfskosten maakten een heropstart van de vliegbasis onmogelijk, zeker omdat er genoeg vliegvelden in de buurt waren die zakenreizen toelieten. De beleidsvormers zagen de beslissing als noodzakelijk voor de ontwikkeling van de site nadat de Britten hadden aangekondigd dat ze zich zouden terugtrekken. In het besluit werd de stad Gütersloh verzocht om hierover zo spoedig mogelijk te discussiëren met de regering van Regierungsbezirk Detmold. In een ander verslag dat werd uitgebracht in juni 2012 stond er daarentegen dat Gütersloh de luchthaven nog even zou moeten openhouden, maar dan wel tegen aanzienlijk lagere kosten

### Vluchtelingen
Nadat het merendeel van de Britse troepen zich hadden teruggetrokken in de zomer van 2016 en nadat de overdracht van het eigendom gepland stond voor begin november 2016, werd het eigendom nadien voor het eerst gebruikt om zo'n 1000 vluchtelingen onder te brengen in de kazernes van de luchthaven in een Zentrale Unterbringungseinrichtung (ZUE).

### Plannen voor commercieel gebruik
NRW Urban stelde aan de stad Gütersloh een alternatief voor waarbij de site van de luchthaven als biotoop zou worden ingericht van zo'n 200 ha onder het motto van "Grün bleibt Grün" (groen blijft groen). Daarnaast zou er ook 100 ha worden ingericht voor commercieel gebruik en 40 ha voor recreatie.
In september 2013 kozen alle fracties van de stadsraad van Gütersloh en van de Kreistag voor een gezamenlijke zone met een intercommunale (tussen verschillende gemeenten), commerciële ontwikkeling en verwierpen ze de status van de vliegbasis. De grootte van het commerciële gebied moest zich daarna richten op de noden van de afzonderlijke gemeenten en de toegankelijkheid van het gebied "via bestaande verkeersaders" die kunnen worden uitgebreid indien nodig, net zoals bij de spoorverbinding (TWE).

### Bescherming van fauna en flora
De vegetatie van het oude Emsauenlandschap is op de site van de luchthaven tot op vandaag deels behouden gebleven. Door het extensieve gebruik bevinden er zich op de decennialang onbevruchte kalkgraslanden in de open velden bijzonder natuurlijke habitats met een grote biodiversiteit en vele soorten fauna en flora die beschermd moeten worden en die in gevaar zijn.
Zo werd er bij het in kaart brengen van de biotoop in het jaar 2013 44,5 ha grasland in Noordrijn-Westfalen bestemd voor steenanjers (samen met zandblauwtjes en grasklokjes). Verder werden er onder andere ook planten beschermd als struisgrassen (29,1 ha), 7,9 ha buntgrassen (samen met wilde averuit en overblijvende hardbloem) en dan ook nog 2,6 ha borstelgrassen (samen met trekrus, gewone addertong, blauwe zegge en trilgras) in het laagland van Westfalen.
Bij een ornithologisch herstelplan werden er daarbovenop ongeveer 50 broedvogelsoorten ontdekt, waarvan een aantal op de Rode Lijst van de IUCN staan, zoals de wulp, de graspieper, de bruine kiekendief en de veldleeuwerik. In november 2013 wenste de Landesamt für Natur, Umwelt und Verbraucherschutz Nordrhein-Westfalen (LANUV) dat er een natuurreservaat van ten minste 126 ha rondom de voormalige landingsbaan zou moeten worden opgericht.
Op 19 december 2017 besloot de BImA dat er een gebied van zo'n 230 ha permanent als natuurlijk erfgoed in handen van de staat moet worden ingericht en dat het onderhouden moet worden door Bundesforst van de BImA.

### Hangar 1 tijdelijk ingericht als testcentrum voor COVID-19
Vanaf 25 juni 2020 richtte Gütersloh een testcentrum op voor COVID-19 op de toenmalige vliegbasis, na een corona-uitbraak in de fabriek van Tönnies. De tests werden in een Drive-Thru (tests in de auto) uitgevoerd door personeel van de hulpdiensten, Bundeswehr en door een technische hulporganisatie. Op 27 juni 2020 bezocht de Minister van Volksgezondheid van Noordrijn-Westfalen Karl-Josef Laumann, begeleid door de Landrat van de Kreis Gütersloh Sven-Georg Adenauer, alsook de Landtagpräsident van Noordrijn-Westfalen André Kuper het coronatestcentrum.

### Hangar 6
Het luchtvaartmuseum van Gütersloh, een non-profitvereniging, en de aangesloten vereniging voor de promotie van het museum slaan enkele grote tentoonstellingen op in de voormalige hangar 6. Het merendeel van deze vliegtuigen werden lange tijd in Gütersloh gestationeerd en vormen een profiel van de vluchtoperaties van de voormalige Royal Air Force en de Britse legerbasis. Hier staan onder andere volgende vliegtuigen gevestigd: De Havilland Vampire T. Mk 11 XD622, Hawker Hunter T.Mk 7 XL618, BAe Harrier GR. Mk 3 ZD670, English Electric Canberra T. Mk 4 WT480 en Westland Lynx AH. Mk 7 ZD277. Het depot maakt deel uit van de rondritten per bus die Gütersloh Marketing GmbH aanbiedt. Voor de rest is de hal niet toegankelijk voor het publiek.

### Trainingen voor meer verkeersveiligheid op de vliegbasis
De verkeerswacht van de Kreis Gütersloh houdt trainingen voor autobestuurders, vrachtwagenchauffeurs en motorrijders op het terrein van de luchthaven (hoofdzakelijk in het westelijke deel van het Shelter-gebied van de toenmalige 4. Staffel). Op een van de voormalige vliegtuigparkings is een zogenaamde "Rutschsimulationsbahn" aangelegd.

## Andere militaire voorzieningen in Gütersloh
Naast de luchthaven is er ook een kazerne in Gütersloh. De toenmalige Nachrichtenkaserne van de Luftwaffe ontstond tegelijkertijd met de vliegbasis in het stadsdeel Sundern, ten oosten van de Verler Straße. Beide gebieden waren destijds met elkaar verbonden door de eerste stadsbuslijn van Gütersloh.
Op Pasen 1945 nam het Amerikaanse leger de Nachrichtenkaserne over en gebruikte ze onmiddellijk meerdere weken lang als hoofdkwartier van het 9e Leger. Voor betere communicatie van het negende leger werd er zelfs in april 1945 een tweede vliegbasis op het grondgebied van Gütersloh aangelegd. Deze kleine basis bevond zich ten zuiden van de Avenwedder Straße in de buurt van het huidige hoofdkwartier van Bertelsmann. De basis diende voor de verbindingsvliegtuigen van de hogere Amerikaanse officieren.
De RAF nam midden 1945 ook deze kazerne over. RAF Sundern diende tot eind 1950 als hoofdkwartier van de 2nd Group. Het hoofdkwartier werd uiteindelijk naar Rheindahlen verhuisd. Na de terugtrekking van de RAF werd de kazerne door de British Army overgenomen en werd in 1961 Mansergh Barracks genoemd. De kazerne was van 1989 tot 2019 de basis van het 26ste regiment van de Royal Artillery. Nadat het regiment in de zomer van dat jaar naar Larkhill verhuisd werd, werd het gebied in oktober 2019 door de Britten aan de BImA overgedragen.
Een derde militaire basis bevond zich in het stadsdeel Niehorst. Tijdens de Koude Oorlog bevond zich ten westen van de straat naar Brockhagen en ten noorden van de Münsterlandstraße een ondergrondse opslagtank voor kerosine die door het Central Europe Pipeline System uitgebaat wordt. Vanaf hier werd de vliegtuigbrandstof naar de vliegbasis gepompt. Vandaag bevindt zich hier het beschermd natuurgebied Niehorster Heide.